# Astrocaryum javarense
Astrocaryum javarense är en enhjärtbladig växtart som först beskrevs av James William Helenus Trail, och fick sitt nu gällande namn av Carl Georg Oscar Drude. Astrocaryum javarense ingår i släktet Astrocaryum och familjen Arecaceae. Inga underarter finns listade i Catalogue of Life.